# ژان لویی فورنیه
ژان لویی فورنیه (Jean-Louis Fournier)، (زاده ۹ دسامبر ۱۹۳۸)، نویسنده‌ای فرانسوی است که در سال ۲۰۰۸ موفق به دریافت جایزه فمینا برای کتاب کجا می رویم بابا؟ (به فرانسوی: Où on va، papa?) شد.

## زندگی
او پسر دکتر پائول لندر امیلی فورنیه و ماری فرانسویس کامیل دلکورت است. در سال ۲۰۰۹ کتابش با نام کجا می‌ریم بابا؟ منتشر شد که درباره رابطه او و دو پسر معلولش، توما (Thomas) و ماتیو (Mathieu) است. این کتاب برای او جایزه فمینا را به ارمغان آورد اما به خاطر ذات بحث‌آمیز آن منتقدین زیادی بر آن خرده گرفتند از جمله همسر پیشین او که مادر آن دو پسرش بود.

## کارها
- Grammaire française et impertinente, Payot, 1992, ISBN 978-2-228-88516-4
- Le curriculum vitae de Dieu, Seuil, 1995, ISBN 978-2-02-022019-4
- Les mots des riches, les mots des pauvres, Anne Carrière, 2004, ISBN 978-2-84337-253-7
- Le Petit Meaulnes, LGF/Le Livre de Poche, 2004, ISBN 978-2-253-10960-0
- Où on va, papa?, Stock, 2008, ISBN	9782234061170
  - Where We Going, Daddy?: Life with Two Sons Unlike Any Other, Translator Adriana Hunter, Other Press, 2010, ISBN 978-1-59051-338-5

- فورنیه، ژان لویی (چاپ دوم ۱۳۹۲). کجا می‌ریم بابا؟. ترجمهٔ محمدجواد فیروزی. تهران: موسسه انتشارات نگاه. شابک ۹۷۸-۹۶۴-۳۵۱-۵۶۴-۵. تاریخ وارد شده در |سال= را بررسی کنید (کمک)
- فورنیه، ژان لویی (چاپ سوم ۱۳۹۱). کجا می‌ریم بابا؟. ترجمهٔ سعیده بوغیری. تهران: انتشارات نکوراد. شابک ۹۷۸-۹۶۴-۹۶۰۲۷-۵-۲. تاریخ وارد شده در |سال= را بررسی کنید (کمک)

- Veuf, Stock, 2011, ISBN 978-2-234-07089-9